# Gognon
Gognon, également orthographié Gonyon, est une commune rurale situé dans le département de Karangasso-Sambla de la province du Houet dans la région des Hauts-Bassins au Burkina Faso.

## Géographie
La commune est traversée par la route nationale 8.

## Éducation et santé
Le centre de soins le plus proche de Gognon est le centre de santé et de promotion sociale (CSPS) de Tiara.